# Eotitanops
Eotitanops is een geslacht van uitgestorven zoogdieren die voorkwamen van het Vroeg- tot Midden-Eoceen.

## Beschrijving
Dit vijfenveertig centimeter hoge dier had viertenige voorpoten en drietenige achterpoten. De kleine hersenen waren weinig ontwikkeld.

## Leefwijze
Dit dier leefde in de ondergroei van het Eocene woud, waar het zich tegoed deed aan bladeren.

## Vondsten
Resten van dit dier werden gevonden in Noord-Amerika en Azië.